# 2001년 월드 인터유니버시티 게임
2001년 월드 인터유니버시티 게임(영어: 2001 World Interuniversity Games, 3rd World Interuniversity Games)은 네덜란드 암스테르담에서 개최된 월드 인터유니버시티 게임이다.